# Филиппинский дикобраз
Филиппинский дикобраз, или карликовый дикобраз, или филиппинский ландак (лат. Hystrix pumila) — вид дикобразов из рода настоящих дикобразов (Hystrix), эндемик филиппинского острова Палаван, а также некоторых соседних островов.

## Описание
Длина тела филиппинского дикобраза составляет от 45,0 до 66,5 сантиметров, а длина хвоста — от 6,4 до 19,0 сантиметров, он достигает веса от 3,8 до 5,4 кг. Длина задней лапы около 70 миллиметров, длина уха — около 30 миллиметров. Как и все настоящие дикобразы, это очень крупный грызун, хотя является самым маленьким видом в пределах рода Hystrix. Шипы и щетина, а также «погремушка» из иголок на хвосте не очень выражены по сравнению с другими видами, и на спине сравнительно мало шипов. Гребень с шипами и щетиной на голове не образуется. Самые длинные колючки имеют диаметр от 4 до 5 миллиметров и имеют однородный черный цвет без белых кончиков, столь типичных для родственных видов. Хвост короткий, с кисточкой на хвосте из игл, превращённых в «погремушку». Эти полые трубки имеют длину от 10 до 11 миллиметров.
Филиппинский дикобраз отличается от дикобраза с острова Борнео Hystrix crassispinis и суматранского дикобраза Hystrix sumatrae главным образом отсутствием у игл белых острых кончиков.

## Ареал
Филиппинский дикобраз является эндемиком филиппинского острова Палаван и соседних островов Бусуанга и Балабак.

## Образ жизни
Об образе жизни филиппинского дикобраза имеется очень мало информации. Он встречается в основном в нетронутых первичных лесах и вторичных лесных участках низменностей, но также проникает на прилегающие луга, кустарники и сельскохозяйственные угодья. Как и другие дикобразы, он, скорее всего, в основном травоядный и живет в подземных норах. О его размножении и поведении сведений нет.

## Систематика
Филиппинский дикобраз считается отдельным видом в пределах рода настоящих дикобразов (Hystrix), который включает восемь видов в Азии и Африке. Первое научное описание было сделано Альбертом Гюнтером в 1879 году. Он определил Paragua (Пуэрто-Принсеса) на Палаване как типовое местонахождение. Внутри рода вид помещён в подрод Thecurus, который иногда рассматривается как отдельный род.
Помимо номинативной формы подвиды внутри вида не выделяют.

## Статус, угрозы и охрана
Филиппинский дикобраз классифицируется Международным союзом охраны природы и природных ресурсов (МСОП) как находящийся под угрозой («уязвимый»). Это оправдано резким сокращением запасов более чем на 30 % за последние несколько десятилетий из-за потери среды обитания из-за вырубки леса и вывоза для национального рынка домашних животных и в качестве источника мяса. Для коренного народа острова Палаван тагбанва этот вид имеет большое значение и является важнейшей охотничьей добычей. Они выкапывают этих дикобразов из их подземных жилищ.